# ピション川
ピション川は旧約聖書の創世記に登場する、エデンの園から出た4つの支流の一つである。名前の意味は『多数』とされる。
ハビラ全土を巡って流れていたと言われる。これがどの川を指すのかは確定されていないが、インダス川であるという見解もあった（ヨセフスの『ユダヤ古代誌』第I巻1章など）。
U・カースト(U.Cassuto)はピション川とギホン川をナイル川を形成する二つの流れであると仮定している。
E・A・シュパイザー(E.A.Speiser)はエデンの園に至るまえに、4つの支流があったと考える。その4つの川がエデンで一つになり、園を潤していたと解釈する。
ピション川とギホン川が乾燥して現在は存在していない涸れ川であるという説もある。